# Вазотомія
Вазотомія — це розсічення, як правило судин невеликого діаметра. Можна проводити традиційним методом, а також лазером, радіохвильовим методом. В залежності від методики, яка застосовується, відрізняється стан хворого і період післяопераційної реабілітації.
Вазотомія в оториноларингології (ЛОР) — руйнування судинних зв'язків між слизовою і окістям.
Вазотомія в урології — етап вазектомії (хірургічна операція) коли розкривають просвіт сім'явивідної протоки, з метою діагностики або чоловічої стерилізації.